# Локвудський срібний прапор папороті

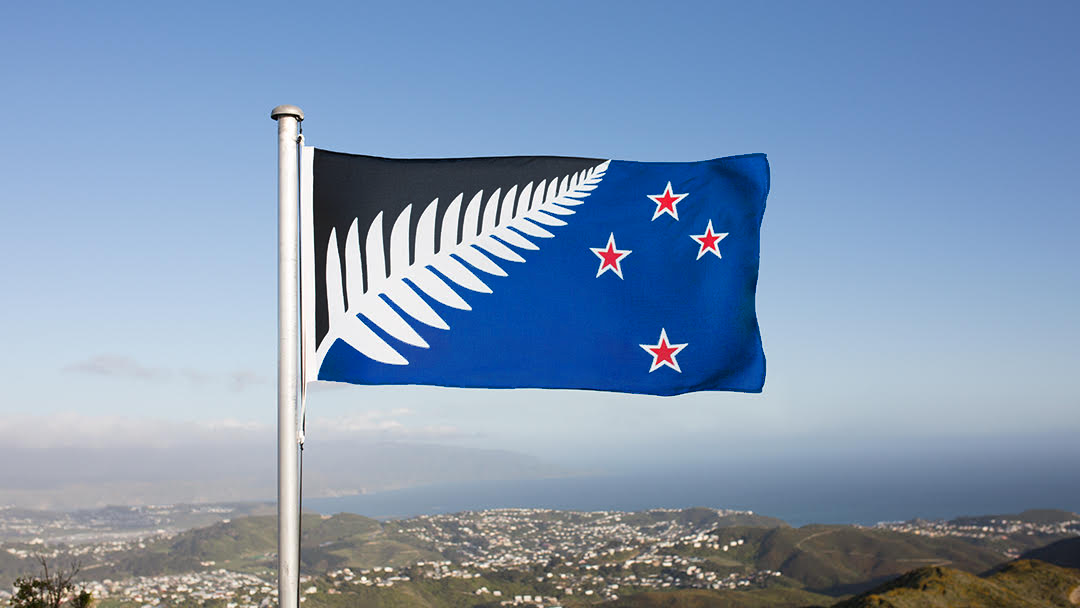
Локвудський срібний прапор папороті над Веллінгтоном

Локвудський срібний прапор папороті — запропонований прапор Нової Зеландії, який було розроблено архітектором Кайлом Локвудом. Вперше прапор був розроблений з використанням різних кольорів 2000 року. Він був визнаний найкращим альтернативним прапором Нової Зеландії на першому з двох референдумів щодо прапора Нової Зеландії у грудні 2015 року, і був використаний на другому референдумі щодо прапора у зобов'язальному конкурсі проти поточного прапора Нової Зеландії. Незважаючи на опитування UMR, яке передбачало, що прапор заробить лише 35 % голосів, Срібний прапор папороті здобув значну меншість на референдумі в березні 2016 року з 43,2 % голосів, тоді як існуючий прапор переміг з 56,6 % голосів.

## Дизайн та символіка
Дизайн прапора поєднує в собі срібний прапор папороті (у бік підйомника) із зірками поточного національного прапора. Срібний папороть вайя є популярним символом народів Нової Зеландії, в той час як зоряне сузір'я, яке відоме як Південний Хрест, показує розташування країни в південній півкулі. Чорний, білий і червоний — національні кольори Нової Зеландії, які традиційно асоціюються з народом маорі, тоді як синій є домінуючим у нинішньому національному прапорі і символізує південну частину Тихого океану.

## Історія

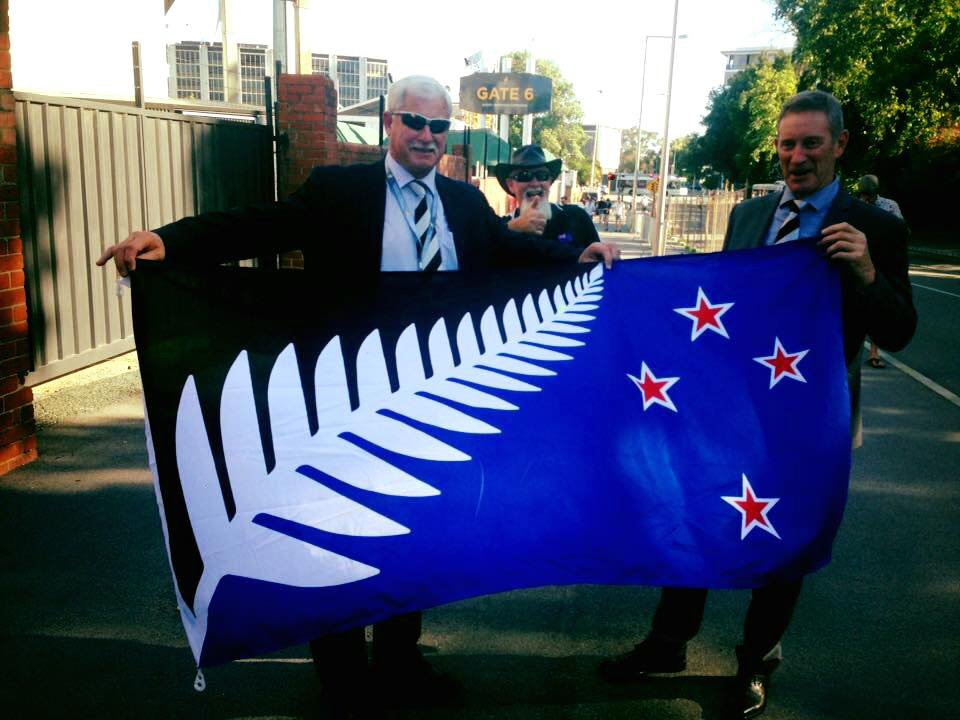

Оригінальний дизайн ескізу 2000 року використовував чорний колір у верхньому лівому куті, а перший прототип дизайну використовував червоний у верхньому лівому куті та темніший відтінок синього для основної частини прапора. Синій колір символізував океан, червоний — народ маорі, а також жертвоприношення у воєнний час, а білий колір папороті — це посилання на «Країну довгої білої хмари» (у перекладі з маорі Аотеароа). Уперше цей дизайн був опублікований компанією Lockwood 2003 року та виграв конкурс у липні 2004 року під керівництвом The Hutt News.
Локвуд випустив прапор у кількох колірних поєднаннях та дизайнах. Деякі новозеландці вважають, що нинішній прапор Нової Зеландії є нагадуванням про британський колоніалізм і не правильно представляє культуру країни. Проте ті, хто підтримує нинішній прапор, кажуть, що він відображає історію країни як частини Британської імперії та розташування в Південній півкулі.
Переможній прапор на референдумі містив чорний замість червоного та яскравіший відтінок синього. Оригінальний дизайн червоним був підданий критиці з естетичних причин Хамішем Кітом, Полом Генрі та Джоном Олівером. Письменник Новозеландського вісника Карл Пушманн назвав його дизайном для тих, хто «сидить на паркані», і хто не хоче великих змін. Громадськість також несприятливо порівняла це з упаковкою Weet-Bix або злиттям логотипів Лейбористської та Національної партій. Його також порівнювали з дизайном пляжного рушника. Однак Локвуд зазначив, що більшість національних прапорів були зроблені з пляжних рушників.
Після другого референдуму прапор продовжував з'являтися в міжнародних ЗМІ. У першому новозеландському тесті з крикету проти Зімбабве 28 липня 2016 року прапор був зображений у початковій графічній послідовності. Прапор також було видно, як він висить у флагштоків навколо Нової Зеландії.

## Версії
П'ять версій прапорів Локвуда були включені до довгого списку комісії з розгляду прапорів для проведення референдумів. Два з них, оригінальний червоний, білий і синій і переможні чорно білий та синя версія, потрапили до короткого списку з чотирьох (пізніше п'яти) прапорів.

Срібний папорть (червоний, білий і синій)
Срібний папорть (чорний, білий і червоний)
Срібний папорть (чорний, білий і синій)
Срібний папорть (чорний, білий і червоні зірки)
Срібний папорть (чорний і білий)